# العنكبوت (مقياس القطبية)
سبايدر هي عبارة عن تجربة محمولة بالبالونات مصممة للبحث عن موجات الجاذبية البدائية المطبوعة على إشعاع الخلفية الكونية الميكروي. إن قياس قوة هذه الإشارة يضع قيودًا على النظرية التضخمية.
تتكون أداة سبايدر من ستة تلسكوبات ذات دقة وضوح مبردة إلى درجة حرارة الهيليوم السائل (4 ك) والتي يتم رصدها عند ترددات 100 جيجاهرتز و 150 جيجاهرتز و 280 جيجاهرتز (التي تماثل أطوال موجية 3 مم و 2 مم و 1.1 مم). يقترن كل تلسكوب بمجموعة مجسات حافة انتقال حساسة للاستقطاب مبردة إلى 300 مللي كلفن.
تم إطلاق أول رحلة منطاد للتجربة في يناير 2015 من محطة ماك موردو ، أنتاركتيكا ، بدعم من مركز بالون كولومبيا العلمي التابع لناسا. استغرقت رحلة المنطاد طويلة الأمد هذه حوالي 17 يومًا ، ورسم خرائط لحوالي 10٪ من السماء كاملة. المزيد من الرحلات المخطط لها لفصول متتالية تتيح ترقيات وتغييرات التلسكوب المعياري ، وتحسين تغطية التردد وعمقها باستمرار.
تشمل أهداف العلوم الأساسية ما يلي:
- توصيف المكون الخالي من الضفيرة لاستقطاب CMB على أكبر المقاييس
- البحث عن توقيع موجات الجاذبية التضخمية في استقطاب CMB
- توصيف خصائص الاستقطاب للانبعاثات من مجرتنا درب التبانة

## روابط خارجية
- صفحة سبايدر
- Spider 2014/15 campaign blog

B. P. Crill, et al., "SPIDER: A Balloon-borne Large-scale CMB Polarimeter"